# Csilla Hegedüs
Dans le nom hongrois Hegedüs Csilla, le nom de famille précède le prénom, mais cet article utilise l’ordre habituel en français Csilla Hegedüs, où le prénom précède le nom.
Csilla Hegedüs, née le 9 septembre 1969 à Cluj, est une femme politique roumaine issue de la communauté magyare de Roumanie, membre de l'Union démocrate magyare de Roumanie (UDMR).